# Halina Mlynkova
Halina Mlynkova, właściwie Młynková (ur. 22 czerwca 1977 w Trzyńcu) – polsko-czeska piosenkarka, kompozytorka i autorka tekstów, okazjonalnie także prezenterka telewizyjna i aktorka pochodząca z Zaolzia.
W latach 1998–2003 wokalistka zespołu Brathanki, z którym wydała dwa albumy studyjne: Ano! (2000) i Patataj (2001) i wypromowała przeboje: „Czerwone korale”, „Gdzie ten, który powie mi”, „Siebie dam po ślubie” i „W kinie, w Lublinie – kochaj mnie”. Za sprzedaż pierwszego albumu zdobyli czterokrotnie platynową płytę, za drugi album otrzymali Fryderyka za album roku etno/folk. Od 2003 artystka solowa, wydała trzy albumy: Etnoteka (2011), Po drugiej stronie lustra (2013) i Życia mi mało (2016). Drugi album promowała singlem „Ostatni raz”, z którym zwyciężyła w konkursie „SuperPremier” podczas LI Krajowego Festiwalu Piosenki Polskiej w Opolu.
Była konferansjerką kilku edycji Gorolskiego Święta, a także występowała jako uczestniczka, trenerka, jurorka bądź prowadząca w wielu telewizyjnych programach rozrywkowych oraz zagrała w spektaklach teatralnych Życie jest sceną i Édith i Marlene.

## Życiorys
Urodziła się w Trzyńcu, a dorastała w Nawsiu w części Śląska Cieszyńskiego, znajdującej się w granicach Republiki Czeskiej. Jest córką Anny i Władysława Młynków, polskiego działacza społecznego na Zaolziu, m.in. prezesa Polskiego Związku Kulturalno-Oświatowego. Ma brata. Mając sześć lat, rozpoczęła naukę gry na fortepianie. Śpiewała również w różnych chórach i zespołach dziecięcych. W okresie nauki w liceum medycznym w Cieszynie należała do Zespołu Pieśni i Tańca „Olza”. Studiowała etnografię na Uniwersytecie Jagiellońskim. Na trzecim roku studiów rozpoczęła naukę w Krakowskiej Szkole Jazzu i Muzyki Rozrywkowej.

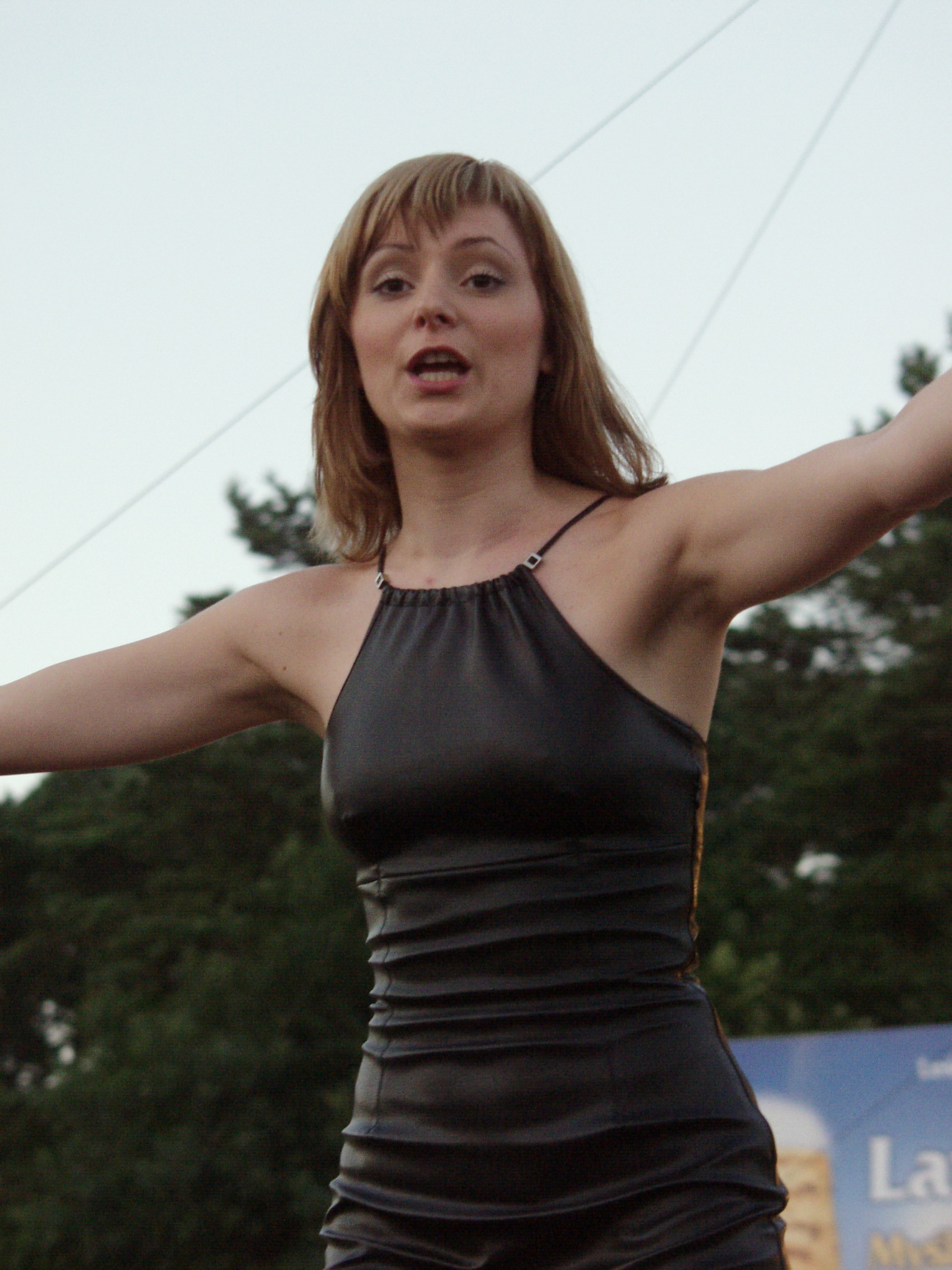
Mlynkova podczas koncertu w Bydgoszczy (2002)

W latach 1995–1997 prowadziła Gorolski Święto w Jabłonkowie. Wiosną 1998 została wokalistką zespołu Brathanki, z którym nagrała i wydała dwa albumy studyjne: Ano! (2000) i Patataj (2001). Obie płyty zebrały przychylne recenzje krytyków i zapewniły zespołowi popularność. Za debiutancką płytę wraz z Brathankami była nominowana do nagrody Fryderyka w czterech kategoriach, m.in. za fonograficzny debiut roku i grupa roku. 23 kwietnia 2002 na gali rozdania Fryderyków odebrała z Brathankami nagrodę za album roku etno/folk. Wiosną 2003 odeszła z zespołu.
W 2003 nagrana przez nią piosenka „To były piękne dni” z repertuaru Haliny Kunickiej znalazła się na składance pt. Ladies, która została wydana z inicjatywy fundacji Jolanty Kwaśniewskiej. Następnie zrobiła sobie kilkuletnią przerwę w karierze spowodowaną narodzinami, a następnie wychowaniem dziecka. W 2007 uczestniczyła w szóstej edycji programu rozrywkowego TVN Taniec z gwiazdami, a z powodu kontuzji wycofała się z konkursu w czwartym odcinku. W 2009 nagrała piosenkę „Bez słów” na płytę Piotra Rubika pt. RubikOne. Wiosną 2011 była trenerką jednej z drużyn w programie TVP2 Bitwa na głosy. W listopadzie 2011 wydała debiutancki, solowy album studyjny pt. Etnoteka, który stworzyła we współpracy z Robertem Amirianem i z którym dotarła do 48. miejsca oficjalnej listy sprzedaży w Polsce. W grudniu wystąpiła podczas koncertu Szukamy stajenki. Kolędy i pastorałki Jacka Kaczmarskiego organizowanego w Centrum św. Jana w Gdańsku. Na początku 2012 wydała teledysk do drugiego singla, „Dziwogóra”. Latem nagrany przez nią utwór „Za wolność...” pojawił się na albumie pt. Morowe panny, który powstał na potrzeby kampanii promującej współczesną kobiecość, zrealizowanej przez Muzeum Powstania Warszawskiego. Jesienią premierę miała książka pt. Bajkowa mozaika, na której znalazła się bajka autorstwa Mlynkovej. W grudniu wraz z Krzysztofem Kiljańskim nagrała piosenkę „Podejrzani zakochani”, promującą film komediowy o tym samym tytule.

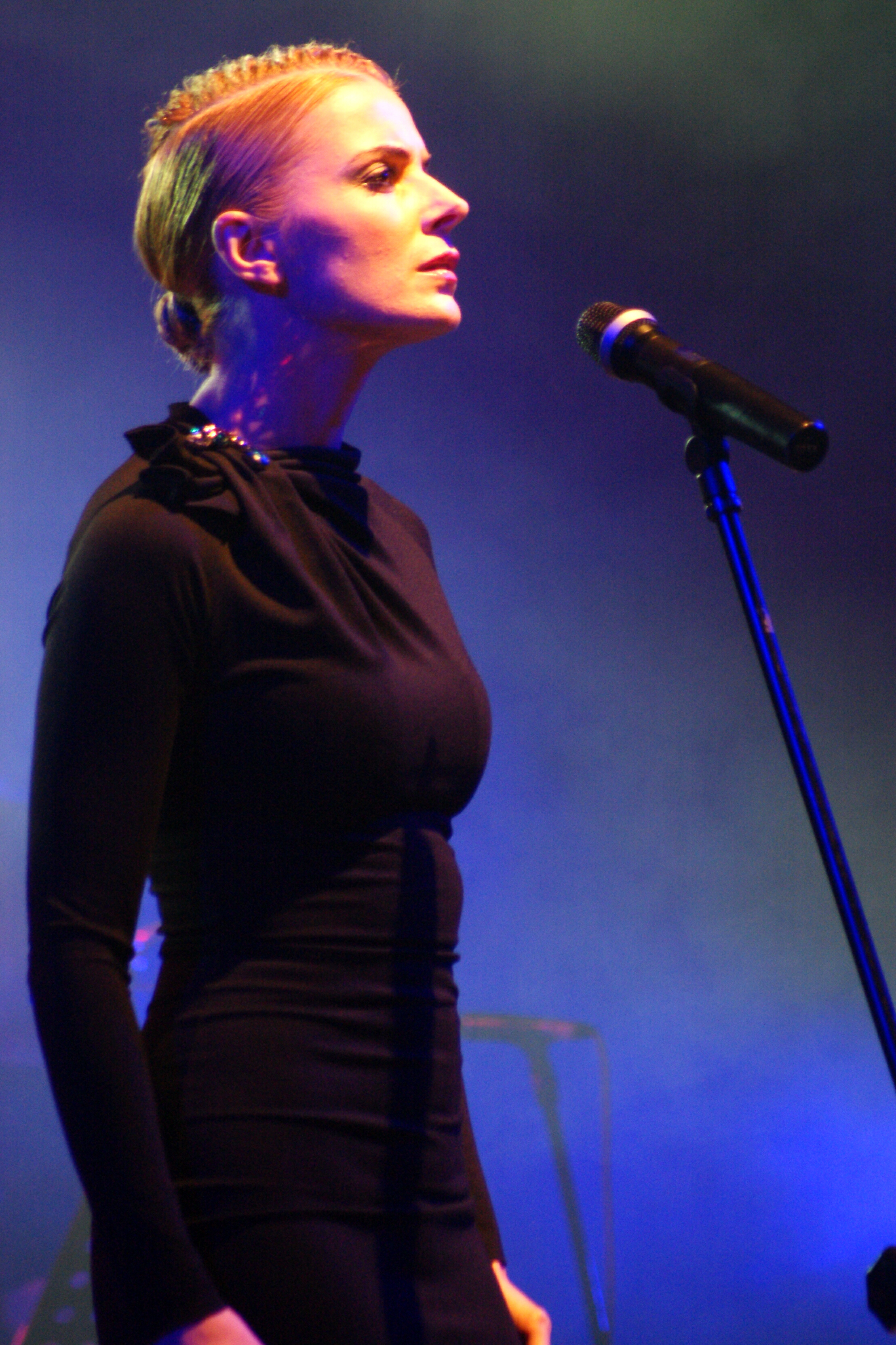
Mlynkova podczas koncertu Panny wyklęte (2013)

W 2013 wcieliła się w postać Marlene Dietrich w spektaklu Édith i Marlene w reżyserii Márty Mészáros, który był wystawiany w Teatrze Polskim w Warszawie. We wrześniu 2013 poinformowała o rozpoczęciu współpracy z wytwórnią Universal Music Polska, pod której szyldem w październiku wydała album pt. Po drugiej stronie lustra. Płytę promowała singlami: „Aż do dna” i „Ostatni raz”. W latach 2013–2015 współpracowała telewizyjne koncerty sylwestrowe Sylwester z Dwójką. 6 czerwca 2014 z utworem „Ostatni raz” zwyciężyła w konkursie „SuperPremiery” podczas 51. KFPP w Opolu. Podczas festiwalu otrzymała również nagrodę fotoreporterów i dziennikarzy. W 2014 była jurorką w jednym odcinku programu SuperSTARcie. W 2015 współprowadziła koncerty z trasy Lato Zet i Dwójki i szóstą edycję konkursu talentów The Voice of Poland (2015). W czerwcu 2015 wystąpiła w koncercie Muzyczna biografia – 90 lat Polskiego Radia podczas 52. KFPP w Opolu, wykonując wiązankę przebojów lat 60. i 70., tj. „Nie bądź taki szybki Bill”, „Cicha woda brzegi rwie”, „Tych lat nie odda nikt” i „Gdzie się podziały tamte prywatki?”. Była też nominowana do festiwalowych Superjedynek w kategoriach: SuperPrzebój (za „Ostatni raz”) i SuperArtystka oraz wystąpiła w koncercie Radia Zet i Dwójki w Kołobrzegu.
W 2015 zakończyła pracę nad trzecim solowym albumem studyjnym, którego premierę odroczyła z powodu innych zobowiązań zawodowych. 30 września 2016 wydała album pt. Życia mi mało, który promowała teledyskami do singli: „Zabiorę cię”, „Kawa” i „Mówisz mi”. Z płytą dotarła do 29. miejsca oficjalnej listy sprzedaży w Polsce. W sierpniu 2017 zaśpiewała na Placu Teatralnym w Warszawie w koncercie piosenek patriotycznych z okazji 97. rocznicy Bitwy Warszawskiej. W 2018 zagrała epizodyczną rolę w filmie Muzykanci, a także po raz czwarty współprowadziła telewizyjny koncert Sylwester z Dwójką. W sierpniu 2019 zaśpiewała przebój „Czerwone korale” w koncercie Przeboje wolnej Polski na Top of the Top Sopot Festival 2019, występując z zespołem Brathanki pierwszy raz od 16 lat. W maju 2023 z utworem „Przerwany”, który nagrała z zespołem Tulia, zakwalifikowała się do konkursu „Premiery” w ramach 60. KFPP w Opolu, na którym zdobyła Nagrodę Publiczności im. Karola Musioła.

## Charakterystyka muzyczna
Będąc wokalistką zespołu Brathanki, wykonywała piosenki o stylistyce pop-rockowej z elementami folkloru węgierskiego i słowackiego. Na pierwszy solowy album Etnoteka nagrała utwory inspirowane brzmieniami etnicznymi, zadebiutowała też jako autorka tekstów, pisząc słowa do większości piosenek z płyty. Na drugim albumie Po drugiej stronie lustra umieściła materiał inspirowany muzyką irlandzką. Trzeci album Życia mi mało to powrót do stylistyki pop-rockowej z elementami folku.

## Życie prywatne
W latach 2003–2012 była żoną aktora Łukasza Nowickiego. Mają syna, Piotra (ur. 2004). W kwietniu 2012, będąc w trakcie rozwodu z Nowickim, wystąpiła z mężem w programie Tomasz Lis na żywo, by zaapelować do mediów o uszanowanie ich prywatności i zwrócić uwagę na przekraczanie granic prywatności przez sądy poprzez udostępnianie szczegółów kolejnych rozpraw dziennikarzom. 14 lutego 2015 poślubiła producenta muzycznego Leszka Wronkę w Pradze. Świadkiem na ich ślubie był Karel Gott. Para rozwiodła się w 2020, a artystka zamieszkała z synem w Warszawie. Niebawem Mlynkova związała się z polskim muzykiem i wokalistą Marcinem Kindlą. 29 czerwca 2021 na świat przyszedł syn pary – Leo.
Deklaruje narodowość polską, posiada również obywatelstwo czeskie. Posługuje się językami polskim, czeskim, angielskim i rosyjskim, a także gwarą zaolziańską.
Należy do Kościoła Ewangelicko-Augsburskiego.

### Działalność społeczna i charytatywna
W 2011 wsparła Koalicję „Polska wolna od GMO”, podpisując list skierowany do Kancelarii Prezydenta RP. W 2012 zaangażowała się w akcję społeczną Meli Koteluk „Nie bądź dźwiękoszczelny. Wspierajmy żywą muzykę”.
Angażuje się w kampanie i projekty charytatywne.

## Dyskografia
Albumy studyjne
| Rok                            | Dane dot. albumu | Najwyższa pozycja na liście |
| Rok                            | Dane dot. albumu | POL                         |
| ------------------------------ | --- | --------------------------- |
| 2011                           | Etnoteka - Wydany: 7 listopada 2011 - Wydawca: Mystic Production - Formaty: CD, digital download                           | 48                          |
| 2013                           | Po drugiej stronie lustra - Wydany: 29 października 2013 - Wydawca: Universal Music Polska - Formaty: CD, digital download | –                           |
| 2016                           | Życia mi mało - Wydany: 30 września 2016 - Wydawca: Universal Music Polska - Formaty: CD, digital download                 | 29                          |

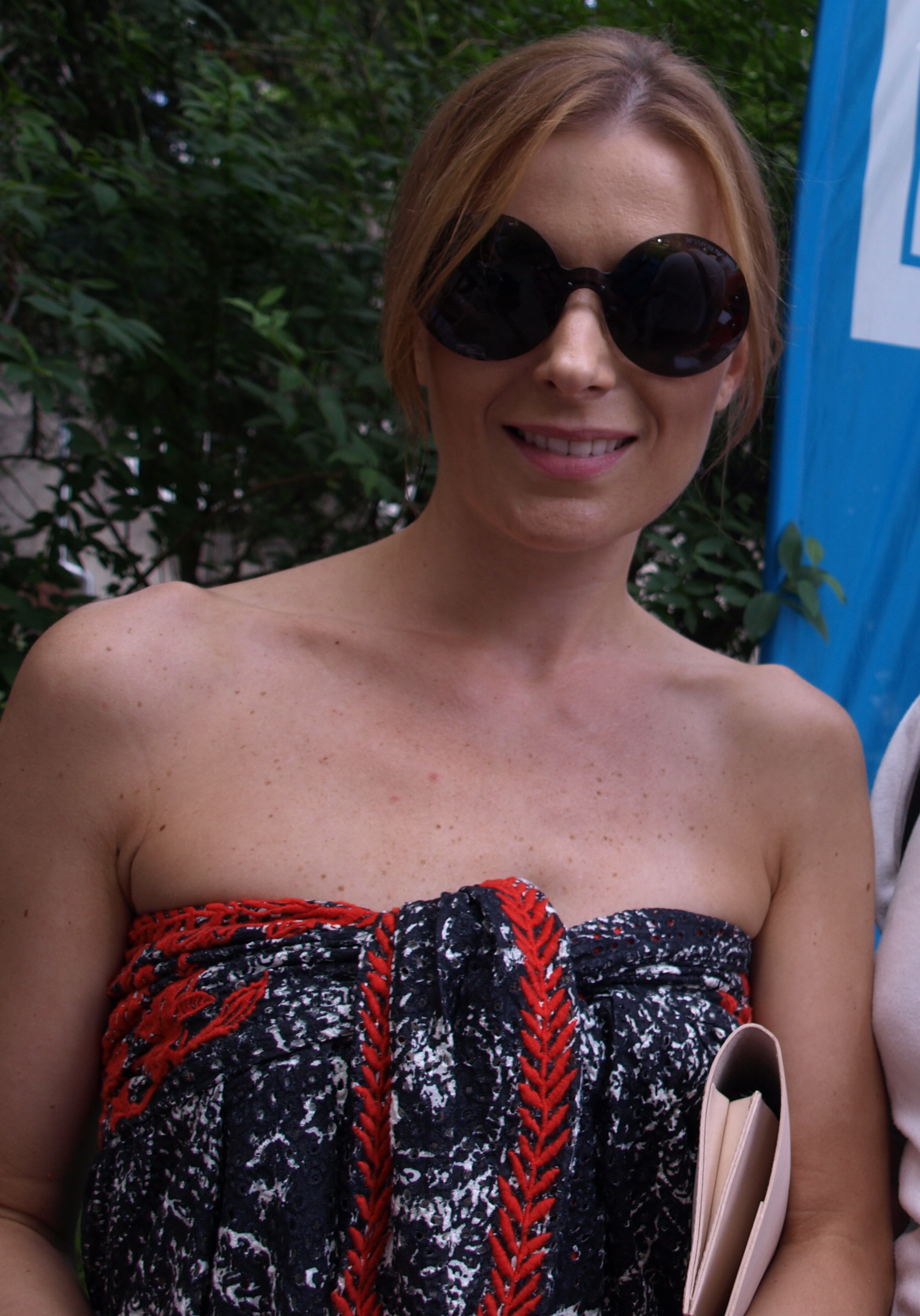
Halina Mlynkova, 2013

| 2021                           | Adeste Fideles - Wydany: 3 grudnia 2021 - Wydawca: JG Music, H.M. Halina Mlynkova - Format: CD, digital download           |                             |
| „–” pozycja nie była notowana. | |                             |

Single
| Rok  | Tytuł                                             | Najwyższe pozycje na listach | Najwyższe pozycje na listach | Najwyższe pozycje na listach | Album                                    |
| Rok  | Tytuł                                             | POL (airplay nowości)        | Zet                          | WiR                          | Album                                    |
| ---- | ------------------------------------------------- | ---------------------------- | ---------------------------- | ---------------------------- | ---------------------------------------- |
| 2011 | „Kobieta z moich snów”                            | –                            | –                            | 4                            | Etnoteka                                 |
| 2012 | „Dziwogóra”                                       | –                            | –                            | –                            | Etnoteka                                 |
| 2012 | „Podejrzani zakochani” (oraz Krzysztof Kiljański) | 1                            | –                            | 1                            | Podejrzani zakochani (ścieżka dźwiękowa) |
| 2013 | „Aż do dna”                                       | –                            | –                            | –                            | Po drugiej stronie lustra                |
| 2014 | „Ostatni raz”                                     | –                            | –                            | –                            | Po drugiej stronie lustra                |
| 2014 | „Uśmiech malucha”                                 | –                            | –                            | –                            | –                                        |
| 2014 | „Choinki tulą się do ludzi”                       | –                            | –                            | –                            | –                                        |
| 2015 | „Zabiorę Cię”                                     | –                            | 11                           | 9                            | Życia mi mało                            |
| 2016 | „Kawa”                                            | –                            | –                            | –                            | Życia mi mało                            |
| 2016 | „Mówisz mi”                                       | –                            | –                            | –                            | Życia mi mało                            |
| 2020 | „Zanim stracisz”                                  | –                            | –                            | –                            | –                                        |
| 2020 | „Aniołowie”                                       | –                            | –                            | –                            | –                                        |
| 2021 | „Szkło”                                           | –                            | –                            | –                            | –                                        |
| 2021 | „Cicha noc”                                       |                              |                              |                              | Adeste Fideles                           |

Występy gościnne
| Rok  | Utwór                       | Album         |
| ---- | --------------------------- | ------------- |
| 2003 | „To były piękne dni”        | Ladies        |
| 2009 | „Bez słów”                  | RubikOne      |
| 2012 | „Za wolność...”             | Morowe panny  |
| 2013 | „Panie generale” (oraz MRR) | Panny wyklęte |

## Teledyski
| Rok  | Utwór                       | Reżyser                    | Album                                    | Źródło |
| ---- | --------------------------- | -------------------------- | ---------------------------------------- | ------ |
| 2011 | „Kobieta z moich snów”      | Jacek Kościuszko           | Etnoteka                                 | [ 83 ] |
| 2012 | „Dziwogóra”                 | Mateusz Winkiel            | Etnoteka                                 | [ 84 ] |
| 2012 | „Podejrzani zakochani”      | Jerzy Orłowski             | Podejrzani zakochani (ścieżka dźwiękowa) | [ 85 ] |
| 2013 | „Aż do dna”                 | –                          | Po drugiej stronie lustra                | [ 37 ] |
| 2014 | „Ostatni raz”               | Marian Martaus             | Po drugiej stronie lustra                | [ 38 ] |
| 2014 | „Uśmiech malucha”           | –                          | –                                        | [ 86 ] |
| 2014 | „Choinki tulą się do ludzi” | Alan Kępski                | –                                        | [ 87 ] |
| 2015 | „Zabiorę Cię”               | Jacek Kościuszko           | Życia mi mało                            | [ 49 ] |
| 2016 | „Kawa”                      | Leszek Wronka              | Życia mi mało                            | [ 88 ] |
| 2016 | „Mówisz mi”                 | Michał Pascal Pawliszewski | Życia mi mało                            | [ 89 ] |
| 2020 | „Zanim stracisz”            | Kuba Kossak                | –                                        |        |
| 2020 | „Aniołowie”                 |                            | –                                        |        |
| 2021 | „Szkło”                     | Olga Czyżykiewicz          | –                                        |        |

## Teatr
- 2009: Życie jest sceną w Teatrze Sabat
- 2013: Édith i Marlene jako Marlene Dietrich w Teatrze Polskim w Warszawie (reż. Márta Mészáros, premiera: 5 marca 2013 w Mazowieckim Teatrze Muzycznym w Otrębusach)[9]